# Brakaholmen
Brakaholmen est une île norvégienne du comté de Hordaland appartenant administrativement à Stord.

## Description
Rocheuse et couverte d'arbres, à fleur d'eau, elle s'étend sur environ 72 m de longueur pour une largeur approximative de 69 m. Elle compte une habitation. 